# آرکون، لوار
آرکون (به فرانسوی: Arcon) یک کمون در فرانسه است که در canton of Saint-Haon-le-Châtel واقع شده‌است. آرکون ۱۹٫۱۹ کیلومتر مربع مساحت دارد ۸۳۴ متر بالاتر از سطح دریا واقع شده‌است.